# La Carte forcée (film, 1925)
Pour l’article homonyme, voir La Carte forcée.

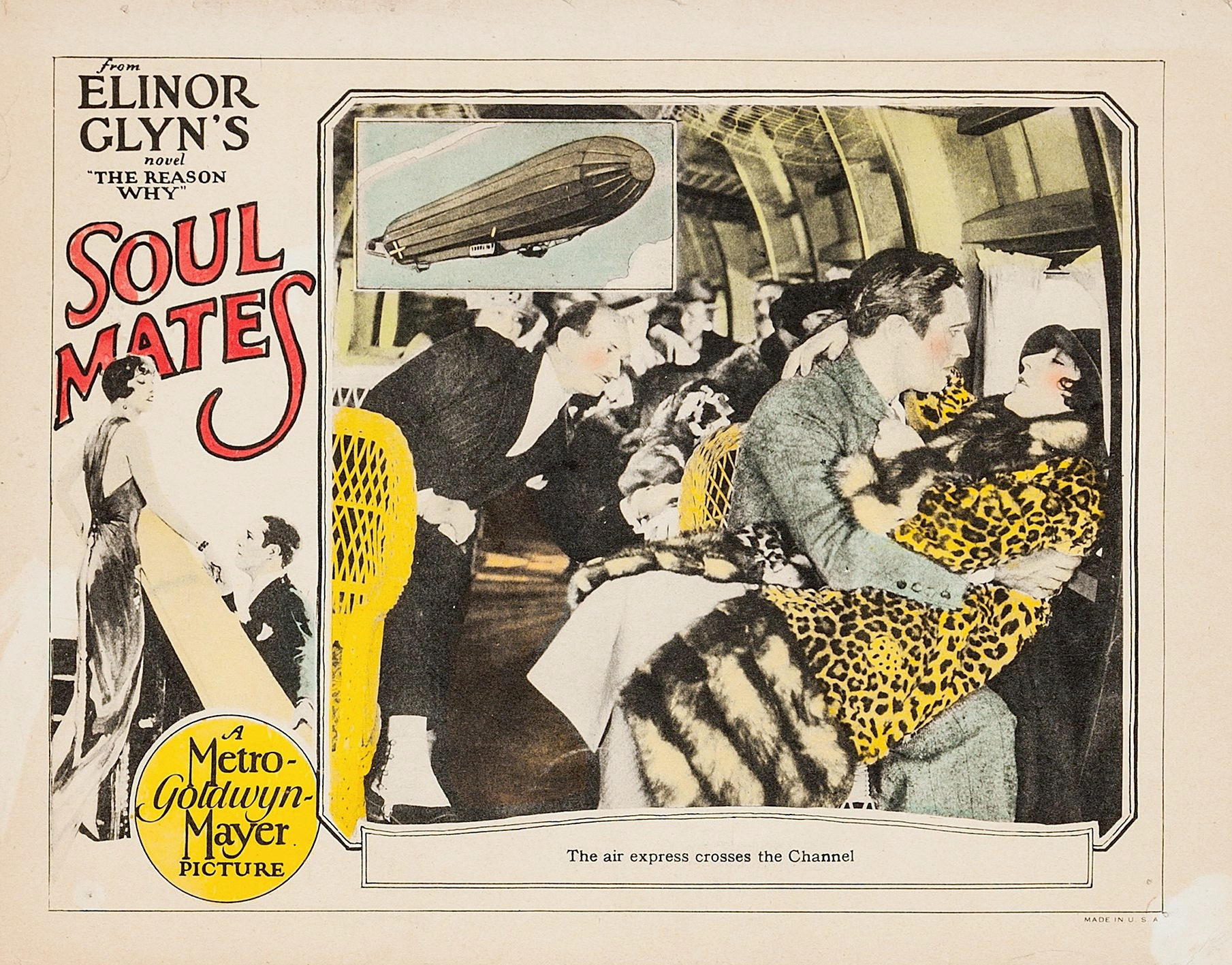
Carte promotionnelle pour le film.

La Carte forcée (Soul Mates) est un film américain réalisé par Jack Conway et sorti en 1925.

## Synopsis
Pour la jeune Velma, il n'est pas question de devoir choisir entre un mariage de raison et un mariage d'amour. Elle refuse l'offre d'un membre de la noblesse, et tombe amoureuse de Lord Tancred, sans savoir que c'était lui que lui destinait son oncle.

## Fiche technique
- Réalisation : Jack Conway
- Scénario : Joseph Farnham, Carey Wilson d'après le roman The Reason Why d'Elinor Glyn[2].
- Photographie : Oliver T. Marsh
- Montage : James C. McKay
- Genre : Drame[3]
- Distributeur : Metro-Goldwyn-Mayer
- Durée : 60 minutes
- Pays de production :  États-Unis
- Date de sortie : 
  - États-Unis : 20 décembre 1925

## Distribution
- Aileen Pringle : Velma
- Edmund Lowe : Lord Tancred
- Phillips Smalley : Markrute
- Tony D'Algy : le frère de Velma

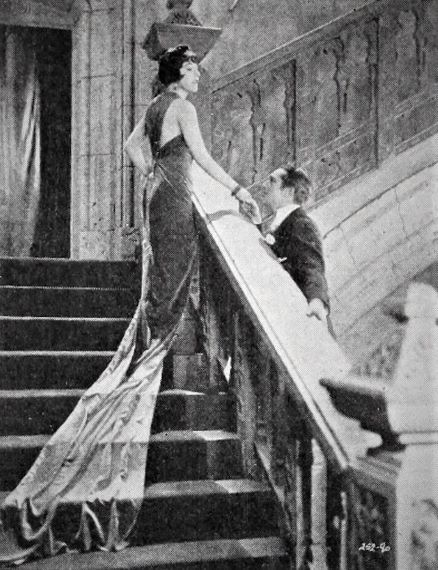
Aileen Pringle et Edmund Lowe.

- Edythe Chapman : la mère de Tancred
- Mary Hawes : domestique de Velma
- Catherine Bennett : Dolly
- Lucien Littlefield : Stevens
- Ned Sparks : le chauffeur de Tancred